# Neocarventus angulatus
Neocarventus angulatus är en insektsart som beskrevs av Robert L. Usinger och Ryuichi Matsuda 1959. Neocarventus angulatus ingår i släktet Neocarventus och familjen barkskinnbaggar. Inga underarter finns listade i Catalogue of Life.